# スコットランド国営南極遠征

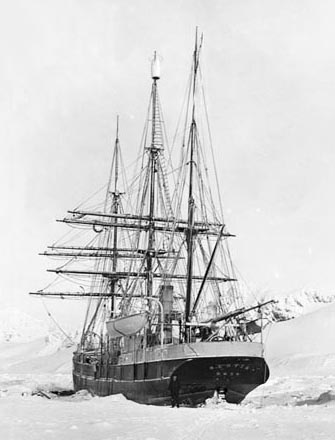
遠征船 スコティア、サウス・オークニー諸島のローリー島で氷に囲まれている、1903年–1904年

スコットランド国営南極遠征（スコットランドこくえいなんきょくえんせい、英: Scottish National Antarctic Expedition）は、1902年から1904年にウィリアム・スペアズ・ブルースが編成し率いた南極遠征である。ブルースは博物学者であり、元はエディンバラ大学の医学生だった。この探検は、同時期に行われたロバート・ファルコン・スコットが率いたイギリス国営南極遠征（ディスカバリー遠征）の権威の陰に隠れがちであるが、探検と科学的調査の計画全てを実行した。その功績の中には、南極圏では初めてである有人の気象観測所設置、ウェッデル海の東に新しい陸地を発見したことなどがあった。生物学と地質学の標本を大量に収集し、ブルースがそれ以前に集めていたものと合わせて、1906年にはスコットランド海洋学研究室を設立することになった。
ブルースは1890年代の大半を使って南極や北極地域に遠征しており、1899年までにイギリスでは最も経験ある極圏科学者になっていた。1899年3月、ブルースはディスカバリー遠征への参加を応募した。しかし、2隻目の船を使ってウェッデル海の四半分で科学調査を行うよう遠征の範囲を拡大するというブルースの提案は、王立地理学会の会長クレメンツ・マーカム卿から「誤ったライバル関係」として却下されてしまった。ブルースの遠征は王立スコットランド地理学会が支持し、推進された。
この遠征は「南極探検の英雄時代に行われた遠征の中で、最もコスト効果が良く注意深く計画された科学遠征」と表現されてきた。それにも拘わらず、ブルースはイギリス政府から正式な栄誉や認知を得ることがなく、活発にロビー活動を行っても遠征隊員には権威ある極圏メダルが授与されなかった。ブルースはこの遠征後に南極遠征を率いることが無かったが、定期的に北極は訪れた。真剣な科学的探検に注力することは当時としては流行でなく、スコット、シャクルトン、アムンセンのような極圏冒険家とは異なり、その功績は大衆の記憶からすぐに消えて行った。この遠征の今も残る功績は、1903年にサウスオークニー諸島のローリー島に「オモンド・ハウス」として設立されたオルカダス気象観測所であり、現在も運営が続けられている。

## 遠征に至る背景

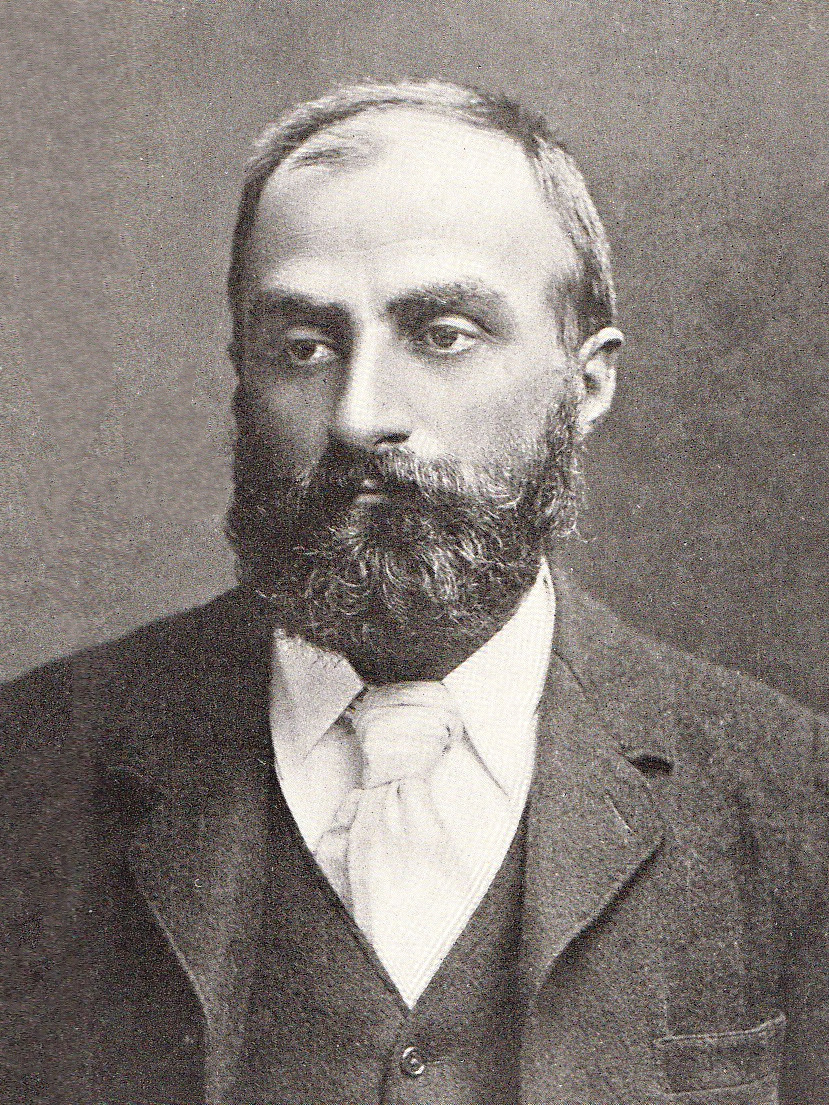
ウィリアム・スペアズ・ブルース、遠征隊長

ブルースはその学生時代に、著名な指導者であるパトリック・ゲデスとジョン・アーサー・トムソンが講師を務めた夏季コースで勉強したことで、博物学と海洋学の知識を作り上げていた。海洋学者のジョン・マレー博士の下で自発的に働き、チャレンジャー遠征のときに集められた標本の分類を手伝っていた。1892年、ブルースは医学の勉強を断念し、ダンディ捕鯨遠征（1892年-1893年）の一部として、捕鯨船バリーナで南極海の航海に参加した。その遠征から戻ると、サウスジョージアに向かう自分自身の遠征を組織し始め、「私が自分を貪欲にした好み」を主張していたが、資金を集められなかった。その後ベン・ネビス山山頂の気象観測所で働いた後、フランツ・ジョゼフ・ランドに向かうジャクソン＝ハームズワース遠征に科学者助手として参加した。1897年から1899年、ブルースはさらにスピッツベルゲン島に、さらにノヴァヤゼムリャに、最初はアンドリュー・コーツ少佐が組織した私的な旅で、後には北極海調査船プリンセス・アリスで科学者として北極海に行った。プリンセス・アリスは著名な海洋学者モナコ大公アルベール1世が所有する船であり、アルベールはブルースの友人かつ支持者になった。
ブルースは1899年に北極から帰った後、ロンドンの王立地理学会に長い手紙を書き、学会が当時編成していた南極遠征（後にディスカバリー遠征と呼ばれることになった）の科学者の地位に応募した。ブルースが近年積み重ねていた経験からして、「イギリス諸島で当時、他に有能な資格があるような者はいそうにない」状態だった。ブルースの当時の能力を全て詳述したその手紙は受け取られたが、1年以上が過ぎるまで回答が無かった。その1年の間にブルースの考えは、科学者スタッフの助手を想定していたものからさらに先に進んでいた。このとき別にスコットランドの財源から手当てした遠征の2番目の船を提案し、主たる船がロス海で活動する間、その船はウェッデル海四半分で活動するものとしていた。この提案が王立地理学会会長のクレメンツ・マーカム卿から「誤ったもの」と非難され、幾らか熱した文通の後で、ブルースは独立して遠征を進めることに決めた。こうした経過で、はっきりしたスコットランド国営南極遠征という考え方が生まれた。ブルースは裕福なコーツ家に支えられており、ブルースの指導下にスコットランド遠征に対して心からの財政的裏付けを与えてくれた。しかし、その結果としてマーカムから執拗な敵意を向けられることになった。

## 準備

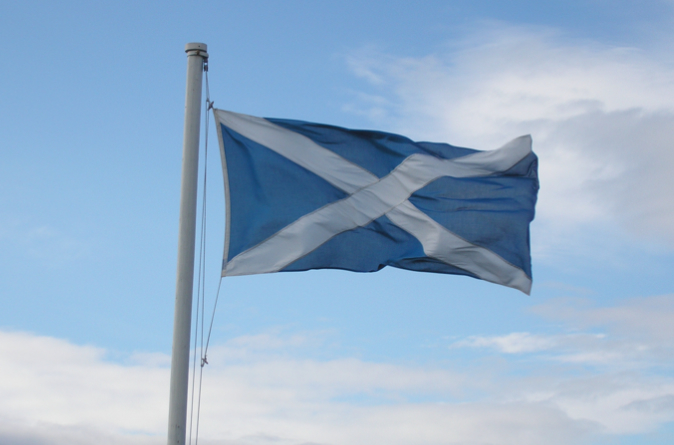
スコットランドの聖アンデレ十字旗、遠征の公式旗に使われた

### スコティア
1901年秋、ブルースはノルウェーの捕鯨船ヘクラを2,620ポンド（2014年換算で25万ポンド）で取得した。その後の数か月間でそれを南極観測船用に完全に改装して、実験室2室、暗室1室を付け、多くの特殊機械を備えた。甲板には大きな回転筒を2基つけて、長さ 6,000 ファソム (36,000 フィート、11,000 m) のケーブルを巻き、海洋標本を採集するための深海トロール漁を可能にした。他にも水深測量、海水採集、海底標本採集、気象観測、磁気観測のための装置がつけられた。船殻は南極の氷の圧力に耐えられるよう大々的に補強され、補助機関をつけたバークとして再艤装された。このような改装により、船にかけた総費用は16,700ポンド（2014年完全で158万ポンド）まで膨らんだ。この費用を含めて遠征の総経費36,000ポンドに対し、コーツ家が3万ポンドを寄付してくれた。スコティアと改名したこの船は1902年8月に海上公試が可能となった。

### 人員
遠征の科学スタッフはブルースを含めて6人で構成された。動物学者はデイビッド・ウィルトンであり、ブルースと同様にジャクソン＝ハームズワース遠征に参加していた。ロシア北部に住んでいた数年間でスキーと橇の技能を獲得していた。ダンディ・ユニバーシティカレッジの教員で、大英博物館植物部の助手をしていたロバート・ラドモア・ブラウンが隊の植物学者になった。ジョン・マレーの下でチャレンジャーのオフィスで働いたジェイムズ・ハービー・ピリーが地質学者、細菌学者であり、遠征隊の医務士官だった。ロバート・モスマンが気象学と磁気学の観測を指導し、医学生のアラステア・ロスが剥製師だった。
ブルースはトマス・ロバートソンをスコティアの船長に指名した。ロバートソンはダンディ捕鯨遠征で捕鯨船アクティブを指揮した、南極でも北極でも経験がある船乗りだった。残りの25人の士官と水夫は3年間の乗務に契約し、全てがスコットランド人であり、多くは捕鯨の航海で氷の海を旅したことがあった。

### 遠征の目的
遠征の目的は1902年10月に、雑誌「スコティッシュ・ジオグラフィカル・マガジン」と王立地理学会の「ジオグラフィカル・ジャーナル」に掲載された。それには、「できるだけ南極点に近い所に」冬の基地を作ること、南極海の深海などの調査、気象学、地質学、生物学、地形学、地球物理学の体系的観測と研究が挙げられていた。この遠征隊の実質的なスコットランド色は出発の直前に新聞「スコッツマン」に掲載されていた。「この遠征の指導者、科学者と海員の全てはスコットランド人である。資金の大半は国境のこちら側（スコットランド）で集められた。ボランティアの産物であり、同時に南極探検に赴く遠征隊とは異なり、政府の援助を何も受けていない」と記されていた。

## 遠征

### 最初の航海 1902年–1903年
スコティアは1902年11月2日にスコットランドのトルーンを出発した。南に向かう途中でアイルランドのダン・レアリー港、マデイラ諸島のフンシャル、カーボベルデに入った後、サンペドロ・サンパウロ群島と呼ばれる赤道上の小さな岩礁群に上陸しようとしたが果たせなかった。このときに隊の地質学者で医務士官であるジェイムズ・ハービー・ピリーが危うく命を落とすところだった。ピリーは岩に飛び移ろうとして失敗し、サメのいる海からなんとか助け出された。スコティアは1903年1月6日にフォークランド諸島のポート・スタンリーに到着した。そこで南極航海のための物資補給を行った。

サウス・オークニー諸島

1月26日、スコティアは南極海に向かった。2月3日にはサウスオークニー諸島の北で厚い流氷に出逢い、避けて通る必要があった。翌日、スコティアは再び南に動くことができ、小さな隊がサウスオークニー諸島のサドル島に上陸して、植物と地質の標本を大量に集めた。氷の状態が悪くて暫く進行を妨げられていたが、2月10日になって南に向かい「帆走で7ノットの速度」が出た。2月17日、南緯64度18分に達し、その5日後には南緯70度を過ぎ、ウェッデル海深く入っていった。その後間もなく新しい氷ができて船には脅威となったので、ロバートソン船長が北に向きを変え、南緯70度25分に戻った。
遠征隊は陸地を見つけられないまま、どこで冬を過ごすか決める必要に迫られた。まもなく海が凍る季節であり、船が氷に捕まる危険性があったので、ことは緊急を要した。ブルースはサウスオークニー諸島に戻り、そこで停泊地をみつけるという決断をした。サウスオークニー諸島は南極点まで2,000マイル (3,200 km) 以上離れており、出来るだけ南で越冬するという当初の目標には遠かったが、北寄りの位置にはそれなりの利点もあった。船が凍結される期間が比較的短いということは、早春にトローリングや浚渫を行う時間を持てるということだった。さらにこの諸島は南アメリカ本土に比較的近く、気象観測所を開設したとして恒久的に運営できる見込みがあった。

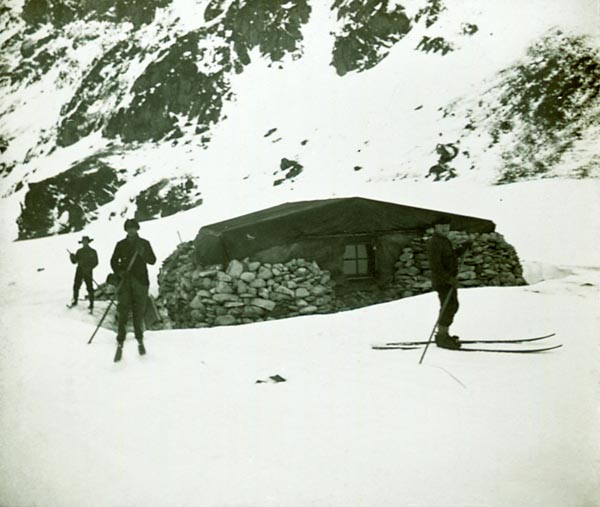
"オモンド・ハウス"

スコティアが諸島に着くまでに1か月間の厳しい航海があった。適当な停泊地を探そうとして何度か失敗し、氷で舵を酷く損傷した後、諸島の最も東寄りにあるローリー島の南岸にある隠れ場となりそうな湾をやっと見つけた。3月25日、船は無事碇を降ろし、岸から4分の1マイル (400 m) 離れた氷の間に収まった。それが直ぐに冬季宿営所に転換され、エンジンを取り外し、ボイラーを空にし、帆布天蓋で甲板を覆った。ブルースは続いて、気象観測、海洋サンプリングのためのトローリング、植物探求旅行、生物学と地質学標本の収集など、包括的な作業計画を策定した。この時期に完了した主要任務は石造りの建物建設であり、遠征の支持者だったエディンバラ天文台の支配人ロバート・オモンドから「オモンド・ハウス」と名付けた。この建物は提案していた気象研究室を運営するために、ローリー島に残る隊のための居住棟として機能することになった。この建物は土地の材料を使った乾式石組み構造であり、屋根は木材と帆布で間に合わせた。完成した建物は20フィート平方 (6m x 6m) あり、窓が2つで、6人が寝泊まりできるようにした。歴史家のラドモーズ・ブラウンは、「我々にはモルタルが無く、石工の道具も無かったことを考え合わせると、素晴らしい家であり、長続きするものだった。その後1世紀も続くと考えられた」と記した。
隊員は概して良好な健康状態を維持した。例外は船の機関士であるアラン・ラムゼーであり、南極に向かう途中のフォークランド諸島で心臓の状態がわるくなっていた。ラムゼーは遠征隊に残るという選択をしたが、冬になるにつれて容体が悪くなり、8月6日に死亡し、島に埋葬された。
冬から春に近づくと活動のレベルが上がり、隣接する島を含め、犬ぞりの旅を何度も行った。磁気観測のために木造の小屋が建設され、高さ9フィート (2.7 m) のケアンを建てて、その頂部にユニオンジャックと聖アンデレ十字旗を翻させた。スコティアは再度海洋航行用に改装されたが、9月と10月は氷に閉ざされたままだった。強風で湾内の氷が割れたのが11月23日であり、自由に浮かび上がった。その4日後、ポート・スタンリーに向けて出港し、オモンド・ハウスにはロバート・モスマン指揮する6人の隊が残った。

### ブエノスアイレス 1903年–1904年

ローリー島の地図、元のオモンド・ハウス、現オルカダス基地の位置を示す

12月2日、遠征隊はポート・スタンリーに到着し、外界からのニュースを初めて受け取った。そこで1週間休息した後、スコティアはブエノスアイレスに向かい、そこで修繕し、次のシーズンに向けて物資の補給を行うことにした。ブルースはブエノスアイレスで別の仕事があった。アルゼンチン政府を説得して、自分の遠征隊が帰った後で、ローリー島の気象観測所の運営責任を引き継いでもらおうという考えだった。ブエノスアイレスに向かう途中、スコティアはラプラタ川三角江で座礁し、数日間立ち往生した後、12月24日にタグボートに助けられて離礁し港に入った。
その後の4週間、船が乾しドックに入っている間、ブルースはアルゼンチン政府と気象観測所の今後について交渉を行った。イギリスの弁理公使で領事であり、アルゼンチン気象局の支配人でもあったW・G・デイビス博士の支援を受けた。イギリスの外務省に電報で接触したときも、特にこの計画に対する反対は出なかった。1904年1月20日、ブルースは合意に達し、まずアルゼンチン政府の科学者助手3人がローリー島に行って、一年間ロバート・モスマンの下で働き、それを毎年更新される手配の第1段階とするというものだった。その後にオモンド・ハウスの建物、家具と食料、磁気と気象観測の装置一式をアルゼンチン政府に渡す予定だった。この観測所はその後継続して運営され、何度か建て替えられ、拡張された。
ブエノスアイレスに停泊している間に、当初の隊員の幾人かが隊を離れた。数人は病気のために、1人は違法行為で告発されたためにであり、代替要員はアルゼンチンで募集した。スコティアは1月21日にローリー島に向けて出港し、2月14日に到着した。その1週間後、気象観測隊を残してスコティアはウェッデル海に向けた2回目の航海に出発した。気象観測隊は1年後にアルゼンチンの砲艦ウルグアイが引き取りに来る予定だった。

### 第2の航海 1904年

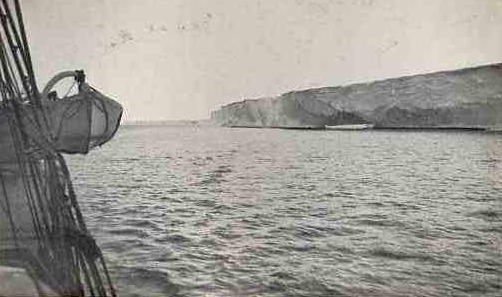
スコットランド国営南極遠征隊が1904年3月に発見したコーツランド。写真は1915年のシャクルトンの遠征隊が撮影

スコティアは南東に向かい、静謐な気象の下をウェッデル海の東水域に進んだ。南極圏に入っても叢氷に出くわさず滑らかに進行していたが、3月3日に南緯72度18分、西経17度59分で厚い氷に行く手を阻まれた。水深を測ると1,131ファソム (6,786 フィート; 2,068 m) あり、それまでの2,500ファソム (15,000 フィート; 4,572 m) より浅かった。これは陸地に近づきつつあることを示唆していた。その数時間後、アイス・バリアに出逢い、それ以上南東に進めなくなった。その後の数日間このアイス・バリアの周縁を150マイル (240 km) ほど南に回った。アイス・バリアの縁から2.5マイル (4 km) の位置で水深を測ると僅か159ファソム (954 フィート; 291 m) であり、アイス・バリアの背後に陸地があることを強く示していた。この陸地の外形が間もなく微かに見えるようになり、ブルースはその陸地を遠征隊の主要な出資者にちなんでコーツランドと名付けた。これはウェッデル海の高緯度で初めて東端を示すものであり、この海が以前に考えられていたよりも小さいことを暗示していた。コーツランドに上陸して犬ぞりの旅を行うことも計画されたが、海氷の状態が悪かったので、ブルースが取りやめる決断をした。

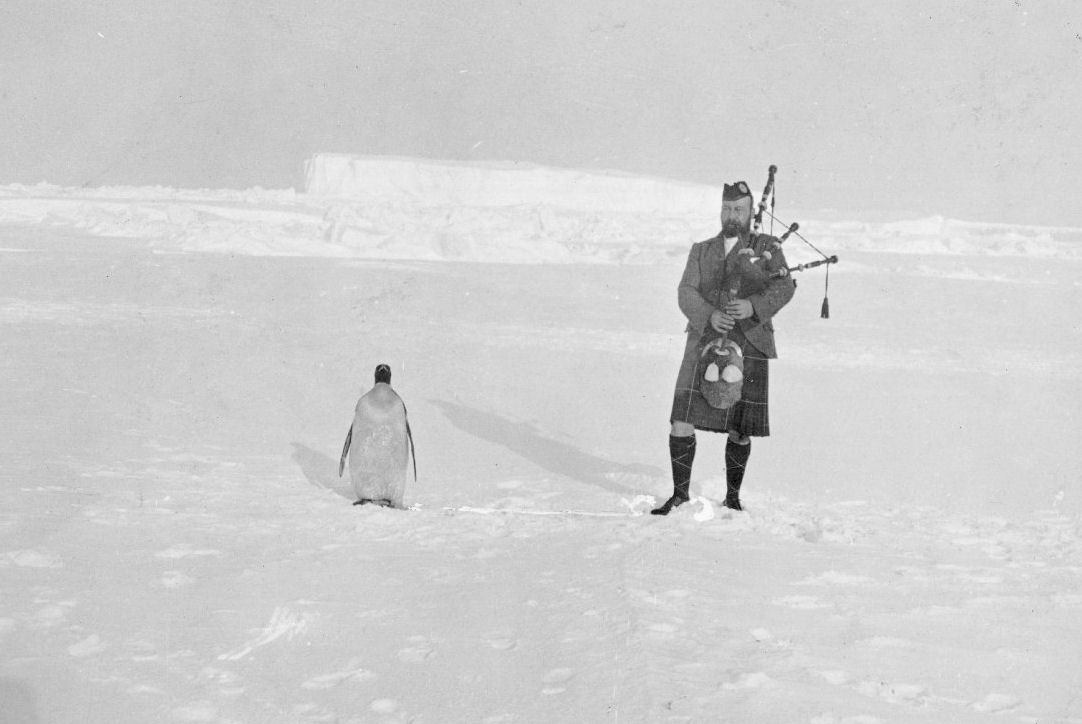
ペンギンの傍でバグパイプを吹くギルバート・カー、1904年3月

1904年3月9日、スコティアはこの航海で最も南となる南緯74度01分に達した。この地点で、船は氷に固く閉ざされ、冬の間に抜けだせなくなることが予測された。バグパイパーのギルバート・カーがペンギンにセレナードを聞かせる様子を写真に収められたのが、活動できなくなったこの時期だった。しかし、3月13日、船は氷から脱出し、蒸気機関を使って緩り北東に動き始めた。航海のこの時期を通じて、水深計測、トローリング、海底サンプリングの定期調査が行われ、ウェッデル海の海洋学と海洋生物に関する包括的な記録が残された。
スコティアはケープタウンに向かい、その途中で科学者隊が訪れたことのまだ無かった南大西洋に浮かぶ独立火山島のゴフ島に立ち寄った。4月21日、ブルースと他に5人の隊員が上陸して1日を過ごし、標本を集めた。その後船はケープタウンに進み、5月6日に到着した。サルダニャ湾で研究調査を行った後、スコティアは5月24日に母国への帰還の旅についた。途中でセントヘレナとアセンション島に寄港した。

## 帰国とその後
遠征隊は1904年7月21日にクライドに戻って来たときに暖かい歓迎を受けた。400人を集めた公式レセプションが、ミルポートの海洋生物学ステーションで開催され、ジョン・マレーが国王エドワード7世からの祝電を読み上げた。ブルースは王立スコットランド地理学会から金メダルを贈られ、ロバートソン船長は銀メダルだった。
この遠征隊の特別の功績は1,100種以上の動物を分類し、そのうち212種がそれ以前には知られていなったことだった。しかし、マーカム卿の影響下にあったロンドンからの公式認知は無く、スコットランド国営南極遠征の業績は無視されるか中傷されるかだった。隊員も権威ある極圏メダルを授与されなかった。そのメダルはスコティアより2か月後に戻って来たディスカバリーの隊員には与えられた。このメダルはアーネスト・シャクルトンのニムロド遠征の隊員にも、ダグラス・モーソンが率いたオーストラリア南極遠征の隊員にも与えられることになった。ブルースはその後も長い間、大きな不公平と考えられるもの、国に対する軽視とその遠征に対する軽視に対して戦ったが、無駄だった。スコットランド国営南極遠征に対するロンドン当局が示す拘束力の幾らかは、ブルースの示したあからさまなスコットランド国粋主義の性だった可能性がある。ラドモーズ・ブラウンが著した遠征の歴史につけた序文の中で、「『科学』が遠征の護符である一方、『スコットランド』はその旗で飾られた。科学の金の鎖に新しいものを付け加えることで人間に奉仕する努力の中で、スコットランドという国が認められなければならない力であることを示したのもそれであるかも知れない」という文章に写されていた。

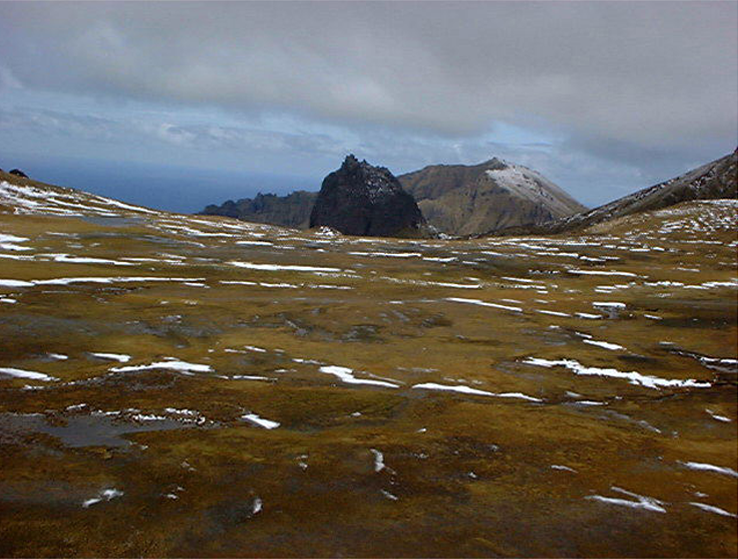
ゴフ島、1904年、スコットランド国営南極遠征隊がウェッデル海からの帰途に立ち寄った。写真は2005年にスティーブン・ショーンが撮影

この遠征の重大な結果として、ブルースがエディンバラに設立したスコットランド海洋学研究室があり、1906年にモナコのアルバート大公によって公式にオープンした。この研究室は幾つかの目的があった。スコティアでの航海中に集められた生物学、動物学、地質学の標本に加えて、ブルースがそれ以前の北極や南極行で集めていたものの保管所が1つの役割だった。スコットランド国営南極遠征の科学的報告書が準備される基地がその第2だった。極圏探検家達が会することのできる総合本部であり、実際にナンセン、アムンセン、シャクルトンがここを訪れた。スコットランドの他の極圏探検もここで計画され編成された。実際に、ブルースはその後も科学と商業の目的で北極を訪れ続けたが、南極遠征をもう一度率いることはなかった。南極大陸を横断する計画は資金不足で潰えた。スコットランド国営南極遠征の科学報告書は完成するまでに長い年月を要した。大半は1907年から1920年の間に出版されたが、1巻だけ（ブルース自身の日誌）は1992年まで遅れた。研究室を恒久的なスコットランド国営海洋学機関に転換するというブルースの提案は、資金繰りの難しさで成功せず、1919年には閉鎖を余儀なくされた。ブルースはその2年後に54歳で死んだ。
その頃にはスコティアによる遠征はスコットランドですらほとんど記憶されていなくなった。スコットやシャクルトンのような魅力的な冒険によって極圏歴史の陰の部分に入ってしまった。これらの歴史の中で、通常は簡単に述べられるか、脚注で処理され、その功績についてはほとんど注目されなかった。ブルースにはカリスマ性がなく、広告宣伝技術も無く（終生の友人に拠れば、「スコットランドのアザミと同じくらいトゲがある」者だった）、強力な敵を作る傾向にあった。しかし、海洋学教授のトニー・ライスの言葉では、その遠征が「それ以前あるいは当時の南極遠征のどれよりも包括的な計画を完遂した」と言われた。
遠征船スコティアは第一次世界大戦中に徴用され、輸送船として使われた。1916年1月18日、ブリストル海峡の砂堆の上で出火し、燃え尽きた。ブルースからの100年後、スコティアの現代版である2003年遠征では、スコットランド国営南極遠征で集められた情報を用いて、サウスジョージアにおける1世紀の間の気候変化を検証する基礎とした。この遠征は、地球温暖化に関する国際的な議論に対する貢献は、スコットランド国営南極遠征のパイオニア的研究に相応しい遺書になると主張した。

## 原註と脚注
原註
1. ↑  
コーツ家はグラスゴーの裕福な製糸業者であり、冒険を好み、ペイズリーにはコーツ天文台を設立した。Goodlad, Planning and financing the expedition参照
2. 1 2  
士官と乗組員の一覧についてはSpeak, pp. 77–78を参照
3. ↑  
ダン・レアリーは、当時イギリス名のキングスタウンで呼ばれていた
4. ↑  
この場所の陸地の存在は、後にヴィルヘルム・フィルヒナーの遠征（1911年-1913年）とアーネスト・シャクルトンの遠征（1914年-1917年）で確認された
5. ↑  
1906年、ブルースは自分で銀メダルを発注し、遠征の科学者と乗組員に与えたSpeak, pp. 126–27.
6. ↑  
エルスペス・ハクスリーが1977年に著したスコット大佐の伝記では、「ブルースがスコティアでウェッデル海に短期間入った冒険があった。これも海氷に捉われ、陸地に達することなく戻った」とだけ記されているHuxley, Scott of the Antarctic, p. 52.

脚注
1. ↑  Speak, pp. 24–25.
2. ↑  Speak, pp. 31–34.
3. ↑  Speak, p. 36.
4. ↑  Speak, pp. 42–45.
5. ↑  Speak, pp. 46–51.
6. ↑  Speak, pp. 52–58.
7. 1 2  Speak, pp. 69–70.
8. ↑  Speak, pp. 71–74.
9. 1 2 3  Speak, pp. 75–76.
10. 1 2 3 4 5  Speak, pp. 14–15.
11. ↑  Rudmose Brown, pp. 7–9.
12. ↑  Rudmose Brown, pp. 10–11.
13. ↑  Speak, p. 29.
14. ↑  Speak, p. 80.
15. ↑  Rudmose Brown, pp. 15–20.
16. ↑  Rudmose Brown, pp. 20–21.
17. ↑  Goodlad, The voyage south.
18. ↑  Rudmose Brown, p. 24.
19. 1 2 3 4  Rudmose Brown, pp. 28–33.
20. 1 2  Rudmose Brown, p. 34.
21. ↑  Rudmose Brown, p. 57.
22. ↑  Rudmose Brown, pp. 36–37.
23. ↑  Rudmose Brown, p. 45.
24. ↑  Rudmose Brown, pp. 46–50.
25. ↑  Glasgow Digital Library, Omond House.
26. ↑  Speak, p. 85.
27. 1 2 3  Speak, pp. 88–89.
28. ↑  Rudmose Brown, p. 76.
29. 1 2 3 4  Speak, pp. 90–92.
30. ↑  Rudmose Brown, pp. 96–98.
31. ↑  Rudmose Brown, p. 105.
32. 1 2 3  Rudmose Brown, pp. 120–123.
33. ↑  Rudmose Brown, p. 121.
34. ↑  Speak, p. 93.
35. ↑  Rudmose Brown, p. 122.
36. ↑  Rudmose Brown, pp. 123–26.
37. ↑  Rudmose Brown, pp. 132–34.
38. 1 2  Speak, p. 95.
39. ↑  Speak, p. 9.
40. ↑  NAHSTE, William Speirs Bruce.
41. ↑  Speak, p. 123.
42. ↑  Speak, pp. 125–31.
43. ↑  Rudmose Brown, p. xiii.
44. 1 2 3 4  Speak, pp. 97–101.
45. ↑  Speak, p. 133.
46. ↑  Author of Deep Ocean (Natural History Museum, London 2000, ISBN 0-565-09150-6)
47. ↑  Erskin & Kjær 2005.
48. ↑  Collingridge, Diary of Climate Change.